# Ceyx nigrirostris
Ceyx nigrirostris (officiellt svenskt trivialnamn saknas) är en fågel i familjen kungsfiskare inom ordningen praktfåglar. Den betraktas oftast som underart till indigobandad kungsfiskare (Ceyx cyanopectus), men urskiljs sedan 2014 som egen art av Birdlife International, IUCN och Handbook of Birds of the World. Den kategoriseras av IUCN som nära hotad. Arten förekommer i centrala Filippinerna på öarna Panay, Negros och Cebu.